# Élisabeth Moreno
Élisabeth Moreno (20 de setembro de 1970) é uma política franco-cabo-verdiana que atua como Ministra Delegada para a Igualdade de Gênero, Diversidade e Igualdade de Oportunidades no Gabinete do Primeiro-Ministro no governo do Primeiro-Ministro Jean Castex desde 2020.

## Biografia
Moreno mudou-se de Cabo Verde para a França com sua família no final dos anos 1970, para que tivessem acesso a infraestrutura médica mínima para tratar problemas sérios de saúde. Sua carreira incluiu o crescimento de uma empresa no setor de construção que ela criou com o marido, quatro anos na France Telecom e, posteriormente, na Dell. Em 2006 ela obteve um MBA Executivo.
Antes de entrar na política, Moreno trabalhou como vice-presidente e diretora administrativa da Hewlett-Packard na África do Sul de 2019 a 2020 e como presidente da Lenovo França de 2017 a 2019.
Sob a liderança de Moreno, o governo francês apresentou com sucesso um projeto de lei com o objetivo de proteger as vítimas de violência doméstica.